# Comuna Starîi Oleksîneț, Kremeneț
Starîi Oleksîneț (în ucraineană Старий Олексинець) este o comună în raionul Kremeneț, regiunea Ternopil, Ucraina, formată din satele Ivannea și Starîi Oleksîneț (reședința).

## Demografie
Componența lingvistică a comunei Starîi Oleksîneț
     Ucraineană (99,57%)
     Alte limbi (0,43%)
Conform recensământului din 2001, majoritatea populației comunei Starîi Oleksîneț era vorbitoare de ucraineană (99,57%), existând în minoritate și vorbitori de alte limbi.